# 仿制药数据疑似造假事件
仿制药数据疑似造假事件是2025年1月发生于中华人民共和国的舆情事件和药物安全事件。起因为有自媒体爆出多款仿制药的一致性评价数据雷同，国家药监局药审中心随即回应称“系编辑错误”，引发争议。随后，有媒体发现仿制药数据一致性评价的相关数据已被国家药监局从官网下架。这一事件进一步引发了有关医保集采安全性的争议。

## 背景
近年来，随着人口老龄化等背景因素的影响，医保缺钱问题日益加重，而集采“砍价”则被官方宣传为维持医保可持续发展的重要方式。
不过，在临床上却有医生表示，集采药的效果越来越弱，甚至出现“麻药不麻”之类的情况。这些问题长期来加大了医患矛盾和医疗安全问题。

## 事件过程
2025年1月24日，有自媒体爆出多款仿制药的一致性评价数据雷同，引发多家媒体报道。
随后，国家药监局药审中心于当天下午在官网发表更正声明，回应称数据一致“系编辑错误”所致。
不过，从当天晚上开始，有媒体发现国家药监局药审中心官网上的仿制药过评信息均已被下架。